# NGC 1700
NGC 1700 (другие обозначения — MCG −1-13-38, PGC 16386) — эллиптическая галактика (E4) в созвездии Эридан.
Это очень необычный объект. В отличие от большинства эллиптических галактик, которые содержат старые звёзды, но мало газа и пыли, NGC 1700 — молодая галактика, имеющая горячий вращающийся диск. Температура газа в диске 3—8 миллионов градусов, ширина диска — 90 тысяч световых лет. Это самый большой вращающийся диск, известный на сегодняшний день. Галактика находится от нас на расстоянии 160 миллионов световых лет.
Анализ структуры диска показывает, что он охлаждается. Наличие диска свидетельствует о том, что NGC 1700 образовалась путём слияния вращающейся спиральной и эллиптической галактики около 3 миллиардов лет назад, содержащих горячий газ.
Галактика была исследована космическим телескопом Чандра в ноябре 2002 года. Визуальное изображение NGC 1700 было получено на базе рентгеновского изображения.
Этот объект входит в число перечисленных в оригинальной редакции «Нового общего каталога».
Галактика NGC 1700 входит в состав группы галактик NGC 1700. Помимо NGC 1700 в группу также входят IC 2102, NGC 1729, PGC 16570, PGC 16573, NGC 1741 и IC 399.